# NGC 2106
NGC 2106 је спирална галаксија у сазвежђу Зец која се налази на NGC листи објеката дубоког неба.
Деклинација објекта је - 21° 34' 1" а ректасцензија 5h 50m 46,3s. Привидна величина (магнитуда) објекта NGC 2106 износи 12,1 а фотографска магнитуда 13,1. NGC 2106 је још познат и под ознакама ESO 555-3, MCG -4-14-40, PGC 17975.